# Alle lieben Lucy
Alle lieben Lucy (Originaltitel: I’m with Lucy) ist eine US-amerikanisch-französische Filmkomödie aus dem Jahr 2002. Regie führte Jon Sherman, das Drehbuch schrieb Eric Pomerance.

## Handlung
Kurz vor ihrer Hochzeit erzählt Lucy ihrer Freundin Melissa, wie sie den Bräutigam kennenlernte. Die vorangegangenen Ereignisse werden in einer Rückblende gezeigt.
Die blonde New Yorker Journalistin Lucy wird von ihrem Freund Peter verlassen. Danach trifft sie sich im Laufe eines Jahres mit fünf Männern, die sie durch ihren Freundeskreis kennengelernt hat. Im Januar mit dem Wissenschaftler Doug, im Mai mit dem Theaterautor Gabriel, im Juli mit dem Ex-Sportler Bobby Staley und im September mit dem Computerladenbesitzer Barry. Nachdem Barry ihr einen Heiratsantrag gemacht hat, den sie ablehnt, flüchtet Lucy nach Florida, wo sie im Dezember mit dem Orthopäden Luke ausgeht.
Luke zieht nach New York, und obwohl Lucy mit ihm zusammen ist, hat sie immer noch Gefühle für Barry und Barry für sie. Als Luke sie bei einem Dinner beschimpft, weil er mit Wein begossen wurde, verlässt sie das Restaurant, um sich mit Barry zu versöhnen. An einem sonnigen Tag macht Lucy schließlich diesem einen Heiratsantrag. Sie heiraten noch am selben Tag. Während der Hochzeitsfeier stellt Lucy Bobby Melissa vor, die ihn später küsst.

## Hintergrund
Der Film wurde in New York City und in Miami gedreht. Seine Produktionskosten betrugen schätzungsweise 15 Millionen US-Dollar. Die Weltpremiere fand am 30. August 2002 auf dem Deauville Festival of American Cinema statt, am 8. November 2002 wurde der Film auf dem AFI Film Festival gezeigt. In Deutschland wurde er im November 2003 direkt auf DVD veröffentlicht.

## Kritiken
Carina Hoskisson bezeichnete den Film auf efilmcritic.com als „clever“ sowie „charmant“ und verglich ihn mit den Filmen mit Julia Roberts. Die Szene der Trennung von Lucys Freund sei sehr lustig. Die Dialoge seien „bissig“, aber nicht übertrieben. Hoskisson lobte die Darstellungen, vor allem jene von Monica Potter. Der Film sei kein großartiger Film, aber er sei ein guter Film, der ein größeres Publikum verdiene.
Die Zeitschrift Cinema schreibt, die Geschichte ist „vorhersehbar“, lobt aber: „Die parallel erzählten Episoden kommen locker und mit Esprit daher.“ Das Fazit lautet: „Netter kleiner Spaß, entwaffnend charmant“.
Das Lexikon des internationalen Films meinte: „Episodisch erzählte romantische Komödie mit Charme und einigem Wortwitz, aber ohne sonderliche Eigenständigkeit.“
Prisma lobt den „zündenden Wortwitz und gute Darsteller“. Die Lucy der Hauptdarsteller komme aber „reichlich umsympathisch und zickig daher“. Während Anthony LaPaglia, John Hannah sowie Henry Thomas „Klasse sind“ und Julie Christie als Lucys jüdische Mutter „abgefahren“, sei Gael García Bernal als Gabriel „eine einzige Fehlbesetzung“.